# Lophosema
Lophosema is een geslacht van vlinders van de familie visstaartjes (Nolidae), uit de onderfamilie Collomeninae.

## Soorten
- L. purpurascens Schaus, 1910